# Бардин, Иван Павлович
Ива́н Па́влович Ба́рдин (1 [13] ноября 1883, Широкий Уступ, Калининский район — 7 января 1960[…], Москва) — советский металлург. Вице-президент АН СССР. Герой Социалистического Труда. Лауреат Ленинской премии и двух Сталинских премий первой степени.

## Биография
Родился 10 ноября 1883 года, 13 ноября рождение было зарегистрировано православной церковью: у портного села Широкий Уступ Аткарского уезда Саратовской губернии (ныне в Калининском районе Саратовской области) Павла Дмитриевича Бардина и его жены Дарьи Михайловны (в девичестве Бородачёвой) появился сын, в соответствии со святцами он был наречён Иваном. В детстве очень тяжело перенёс заболевание холерой, часть семьи Бардиных при эпидемии умерла.
Начальное и среднее образование получил в ремесленном и земледельческом училищах. После окончания земледельческого училища в 1902 году по настоянию родных (тёти Александры Михайловны Бородачёвой и её мужа Бориса Медведева), мечтавших, чтобы он стал агрономом, поступил в Ново-Александрийский институт сельского хозяйства и лесоводства, но был исключён за участие в революционном студенческом движении 1905 года.
В 1906 году поступил в Киевский политехнический институт, сначала на агрономическое, а затем на химическое отделение, которое и окончил в 1910 году, специализировавшись по металлургии чугуна и стали под руководством профессора Василия Ижевского, привившего ему глубокий интерес к чёрной металлургии.
Работал на заводах в США (1910—1911) простым рабочим по 12—14 часов и до тонкостей узнал производство.
В 1912 году встретился с замечательным русским доменщиком Михаилом Курако на Юзовском заводе. Эта встреча окончательно определила жизненный путь Ивана Павловича. Бардин работал на следующих металлургических заводах: Юзовском (1911—1915), Енакиевском (1915—1923) начальником цеха затем главным инженером, «Югосталь» (1923—1924), Макеевском (1924—1925), имени Ф. Э. Дзержинского в Каменском (1925—1929).
Представитель Сибирского филиала Государственного института проектирования металлургических заводов (Гипромез), Тельбесбюро, встретился с Бардиным пригласил работать его на строительстве нового завода за любую зарплату, на что Иван Бардин согласился. Одной из причин согласия Ивана Павловича была возможность воплотить заветную мечту энтузиаста доменной дела М. К. Курако — построить на базе коксующегося каменного угля высокого качества металлургический завод с большими доменными печами, неизвестными в то время в Европе.
Завод, который раннее планировали строить на базе Тельбеского месторождения, в конце концов было решено перенести на промышленную площадку в районе Кузнецка. Соответственно, Тельбесстрой был переименован в Кузнецкстрой.
В 1929—1937 годах являлся главным инженером Кузнецкстроя, Бардин является одним из руководителей строительства КМК имени И. В. Сталина. Огромное по масштабам строительство было осуществлено в рекордно короткие сроки — за три года. Бардин добился значительно расширения промплощадки предприятия-гиганта и увеличения выпуска продукции с 400 тысяч тонн в год до почти 1,5 миллионов. Бардин является также основателем выставки, а позднее музея истории комбината.
В 1932 году за технические разработки и внедрение новых принципов в строительных технологиях удостоен звания академика без учёта опубликованных научных трудов.
С 1937 года находился на руководящих постах в чёрной металлургии (главный инженер главка, председатель Технического совета наркомата, заместитель НКЧМ СССР и др.), активно участвуя в разработке важнейших вопросов технической политики.
С 1939 по 1960 годы — директор ИМетАН.
В АН СССР являлся заместителем председателя Совета по координации научной деятельности АН союзных республик и филиалов АН СССР.
В 1940—1946 годах был во главе коллектива учёных, разрабатывавших проект строительства ЧМЗ.
С 1942 по 1960 годы — вице-президент АН СССР.
В годы Великой Отечественной войны руководил работами академии, возглавлял Уральский филиал Академии наук СССР, был основателем нескольких свердловских НИИ, направленными на мобилизацию ресурсов восточных районов СССР для нужд обороны.
В 1943—1958 годах преподавал в МИС имени И. В. Сталина, до 1960 года руководил кафедрой экономики и организации металлургического производства.
С 1944 по 1960 годы — директор ЦНИИчермет, носящего с 1960 года его имя.
С 1955 года — председатель советского комитета по проведению Международного геофизического года.
Был членом главной редакции 2-го издания Большой советской энциклопедии.
Депутат Совета Союза ВС СССР 1—5-го созывов (от Новосибирской области, Татарской АССР, Кемеровской области; 1937—1960).
7 января 1960 года на заседании в Госплане СССР у Бардина после доклада внезапно остановилось сердце. Похоронен на Новодевичьем кладбище (участок № 1).
Усыновил 11 детей своих репрессированных коллег.

## Научная работа
Главные работы охватывают вопросы: проектирования новых мощных, полностью механизированных металлургических заводов; создания наиболее совершенных типовых металлургических агрегатов; интенсификации металлургических процессов, особенно при помощи кислорода; освоения и комплексного использования новых видов металлургического сырья.
Научные статьи:
- 1917 год — «К вопросу об уменьшении числа рабочих рук при доменном цехе Петровских заводов»
- 1944 год — «Технические проблемы чёрной металлургии»
- 1944 год — «Восстановление металлургической промышленности Юга»
- 1946 год — «Перспективы применения кислорода в доменном производстве»
- 1946 год — «О новых конструкциях доменных печей»
- 1955 год — «О введении в чёрную металлургию применения кислорода и бесслитковой прокатки»
- 1955 год — «Современное положение бессемеровского процесса»
- 1959 год — «К вопросу о новых путях интенсификации металлургических процессов»

### Центральный научно-исследовательский институт чёрной металлургии
В 1936 году Бардин, тогда ещё главный инженер Кузнецкого металлургического комбината, по приглашению руководителя Научно-исследовательской лаборатории прокатки и прокатного машиностроения В. Н. Воскресенского, побывал на установке, познакомился с проектом и стройплощадкой лаборатории. Ему были показаны образцы стальной полосы, впервые полученные бесслитковым способом. «Делаете нужное дело» — было его заключение.
В 1938 году Бардиным, тогда главным инженером Главного управления металлургической промышленности (ГУМП), была оказана поддержка лаборатории. С его помощью было дано ходатайство перед Правительством о передаче лаборатории и строительства её в систему чёрной металлургии.
В 1939 году Бардину — заместителю наркома чёрной металлургии показывают скорректированный технический проект лаборатории прокатки и прокатного машиностроения, и он утверждает его.
В 1940 году Бардин приглашает на работу П. П. Чекалова, в то время начальника строительства Государственного института «Стальпроект» и его жилых домов, и поручает ему возглавить строительство ЦНИИчермета.
Федеральное государственное унитарное предприятие «Центральный научно-исследовательский институт чёрной металлургии им. И. П. Бардина» (ФГУП «ЦНИИчермет им. И. П. Бардина») был создан в 1944 году Иваном Павловичем Бардиным по решению Правительства СССР. В постановлении Государственного комитета обороны от 27 апреля 1944 г. об образовании ЦНИИчермет была определена его «стартовая» структура, позволявшая решать комплексные проблемы чёрной металлургии уже в то время. С 1944 по 1960 год И. П. Бардин являлся директором ЦНИИчермет, носящего с 1960 года его имя.

## Литературная деятельность
В 1950-е несколько раз встречался с А. А. Фадеевым, консультируя его во время написания заранее широко анонсированного, но в итоге не законченного (восемь глав вышло в «Огоньке») романа «Чёрная металлургия», который был Фадееву заказан партией и правительством. Раскритиковал «стахановские» идеи Фадеева в области металлургии.
- Жизнь инженера: Автобиографическая повесть. — М.: Молодая гвардия, 1938. — 208 с.
- Воспоминания // Избранные труды. — в 2 т. — М.: Издательство Академии наук СССР, 1963—1968

## Награды

Могила Бардина на Новодевичьем кладбище

- Герой Социалистического Труда (10 июня 1945) — за выдающиеся заслуги в деле проектирования, строительства и освоения крупных металлургических заводов и научные достижения в области металлургии
- Сталинская премия I степени (10 апреля 1942) — за работу «О развитии народного хозяйства Урала в условиях войны»
- Сталинская премия I степени (1949) — за разработку технологии и внедрение в металлургическую промышленность применения кислорода для интенсификации мартеновского процесса
- Ленинская премия (1958) — за создание первых промышленных установок непрерывной разливки стали
- золотая медаль Бринелля Шведской академии наук (1958)[20]
- медаль Французского научно-исследовательского института чёрной металлургии (ИРСИД) (1965 — посмертно)
- Орден Ленина (12 ноября 1953) — за выдающиеся заслуги в области науки и в связи с 70-летием со дня рождения
- Орден Ленина (31 марта 1945) — за успешное выполнение заданий Государственного Комитета Обороны по обеспечению военной промышленности металлом, освоению новых марок стали и наращению мощностей
- Орден Ленина (10 июня 1945) — за выдающиеся заслуги в деле проектирования, строительства и освоения крупных металлургических заводов и научные достижения в области металлургии
- Орден Ленина
- Орден Ленина
- Орден Ленина
- Орден Ленина
- медали

## Звания
- действительный член АН СССР (1932)
- Почётный член АН Казахской ССР (1946)[21]
- Почётный член Американского общества металлургов (1948)
- Член Ассоциации железных дорог США (1948)
- Член Национального географического общества США (1949)
- Член Института железа и стали Англии (1950)
- Почётный член французского научно-исследовательского института чёрной металлургии (ИРСИД) (1956)
- Действительный член Чехословацкой академии наук (1957)
- Действительный член Германской академии наук, ГДР (1957)
- Действительный член Румынской академии наук (1958)[22]
- Действительный член Венгерской академии наук (1958)
- Почётный член общества немецких горняков и металлургов ГДР (1958)
- Почётный гражданин города Новокузнецк (2009)[23].

## Память
- За выдающиеся заслуги перед государством Совет Министров СССР постановлением № 94 от 29.01.1960 г. присвоил ЦНИИчермету имя И. П. Бардина.
- Постановлением горсовета г. Новокузнецка за № 72 было решено Центральную улицу переименовать в улицу имени прославленного металлурга И. П. Бардина[24].
- Также именем Бардина названы улицы в городах Волгограде, Липецке, Енакиево, Донецке, Калининске, Новосибирске, Новокузнецке, Екатеринбурге, Саратове, Череповце, Керчи, Тамбове, Туле, Оленегорске, Магнитогорске и Москве.
- На здании заводоуправления КМК установлена мемориальная доска, напоминающая о его работе в Кузнецке. В одном из скверов на проспекте Металлургов Новокузнецка установлен памятник — бюст И. П. Бардина. Его имя присвоено научно-технической библиотеке и Дому Техники КМК.
- В Череповец академик Бардин приезжал в специальном вагоне. В начале войны он принадлежал немецкому фельдмаршалу Паулюсу, а потом перешёл в распоряжение советской Академии наук. В 1980-е годы этот вагон разыскали на Урале, пригнали в Череповец и создали на его базе музей при одном из городских училищ[25].
- Имя Бардина присвоено и Череповецкому техническому лицею № 2, готовящему кадры для металлургического производства[26].
- В 1963 году вдова академика Лидия Валентиновна передала часть вещей Бардина в музей КМК, а часть — в Кемеровский областной краеведческий музей[27].
- Именем Бардина названа подводная гора в районе о. Мадагаскар[28]: подводная гора в Индийском океане (около 13°56′ южной широты, 53°38′ восточной долготы открыта НИС «Витязь» в 1960 году)[29].
- Теплоход «Металлург Бардин», входивший в состав ЧМП.
- Пик академика Бардина на Главном Кавказском хребте.
- Хребет Бардина в Антарктиде (Земля Королевы Мод, 71°33′ ю.ш., 12°10′ в.д., хребет нанесён на карту в 1961 году, название присвоено не позднее 1965 года)[29].
- Музей в городе Новокузнецке называется «Научно-технический музей Кузнецкого металлургического комбината им. акад. И. П. Бардина».
- Живописный портрет академика написал известный художник А. И. Лактионов.